# Korogashi-ya no Pun
Korogashi-ya no Pun (en japonés: ころがし屋のプン,  traducción literal: Rodillo Pun, traducción en inglés: Roller Pun?) es una miniserie de animación stop-motion japonesa de 2016 dirigida por Takashi Miike. Se transmitió en el programa intersticial de televisión Puchi Puchi Anime (プチプチ・アニメ?) de NHK Educational TV. Hasta el momento solo se han lanzado tres episodios, en los años: 2016, 2018 y 2019

## Trama
"Pun" es un escarabajo pelotero con muchísimo entusiasmo por hacer rodar cualquier cosa que encuentra a su alrededor, ya sea una pelota de golf, una naranja u otro ser vivo.

## Reparto de voces
| Actor                                               | Papel                     | Episodio  |
| --------------------------------------------------- | ------------------------- | --------- |
| Takashi Miike (三池 崇史, Miike Takashi?)           | Pun (プン?)               | 1 - 2 - 3 |
| Etsuko Kozakura (小桜 エツ子, Kozakura Etsuko?)     | Hámster (ハムスター?)     | 1 - 2 - 3 |
| Toshiyuki Toyonaga (豊永 利行, Toyonaga Toshiyuki?) | Grillo (スズムシ?)        | 1 - 2 - 3 |
| Haruka Chisuga (千菅 春香, Chisuga Haruka?)         | Luciérnaga (ホタル?)      | 1 - 2 - 3 |
| Hajime Iijima (飯島肇, Iijima Hajime?)              | Caracol (カタツムリ?)     | 2         |
| Yui Watanabe (渡部 優衣, Watanabe Yui?)             | Mariquita (テントウムシ?) | 2 - 3     |
| Ken'ichi Endō (遠藤 憲一, Endō Ken'ichi?)           | Luna (月?) (imagen real)  | 3         |

## Episodios
| N.º | Título | Fecha de emisión original | Ref   |
| --- | --- | ------------------------- | ----- |
| 1 | «Korogashi-ya no pun (ころがし屋のプン) traducción literal: Rodillo Pun?, (Roller Pun)»                                            | 21 de marzo de 2016       | [ 3 ] |
| Un día, Pun hizo rodar a un hámster que estaba dormido y parecía una pelota. El hámster enfurecido, obligó a Pun a participar en una competición de giro en su rueda de hámster. Pun cae completamente derrotado y pierde la confianza en sí mismo, además del entusiasmo que tenía por hacer rodar cualquier cosa. Pero con el apoyo de sus amigos consigue recuperarse y darse cuenta, de que es capaz de hacer rodar hasta el propio mundo. | |                           |       |
| 2 | «Katatsumuri to gen tōki (カタツムリとげんとうき) traducción literal: El caracol y la Linterna mágica?, (Snail and magic lantern)» | 23 de marzo de 2018       | [ 5 ] |
| Pun consigue detener a un caracol que esta a punto de saltar desde un precipicio, para intentar volar por medio de dos hojas. A pesar de todo el caracol queda muy triste, porque sueña con tener alas para poder surcar los cielos. Desde ese instante Pun y sus amigos, se ponen manos a la obra y, construyen una linterna mágica donde consiguen proyectar imagines de un caracol con alas volando. Al final el caracol se emociona muchísimo al lograr ver su sueño cumplido, sin correr ningún peligro.                                                                                  | |                           |       |
| 3 | «Kono-ko wa dare? (この子はだあれ？) traducción literal: ¿Quién es este niño??, (Who is this child?)»                              | 7 de enero de 2019        | [ 6 ] |
| Una noche, una especie de huevo que cae del cielo es encontrado por Pun y sus amigos. Mientras fantasean con lo que puede haber en su interior, Pun, como buen escarabajo pelotero, comienza a hacerlo rodar a gran velocidad hasta que impacta contra una roca. El huevo se abre y de su interior aparece un niño estrella, que se encuentra muy aturdido debido a las vueltas y al impacto con la roca. Pun y sus amigos piensan que es una estrella de mar, y deciden ayudarlo llevándolo hasta él. Pero al despertar, el niño estrella se eleva hacia los cielos ante el asombro de todos. | |                           |       |

## Producción
Korogashi-ya no Pun comenzó como parte de un proyecto conmemorativo, que realizó el director de cine Takashi Miike para el vigésimo aniversario del programa de animación de la NHK, Puchi Puchi Anime. Años después se realizaron dos episodios más y, lo que empezó siendo un cortometraje, terminó convirtiéndose en una miniserie de televisión.
"Puchi Puchi Anime", es un mini programa de animación de cinco minutos de duración, que se emite dos veces al día, de lunes a viernes en la cadena de televisión NHK Educational TV.
Sobre la decisión de realizar estos cortometrajes que terminaron en miniserie, Miike comentó: «Me encantan los niños. Los envidio. Son todos unos genios jugando. Creó que estarán abiertos al mensaje que esconde Korogashi-ya no Pun, y espero que "Pun" se convierta en un buen amigo para ellos». 

## Lanzamiento
"Korogashi-ya no Pun" se ha estado emitiendo por el programa de animación Puchi Puchi Anime de la cadena de televisión NHK Educational TV. La primera vez que se transmitió el primer episodio fue el 21 de marzo de 2016, de 08:50 a 08:55 de la mañana. El segundo episodio se emitió el 23 de marzo de 2018, de 08:45 a 08:50, y el tercer episodio se difundió el 7 de enero de 2019, de 08:45 a 08:50 de la mañana.
En 2018 se transmitió un especial titulado Petit Petit Anime Special ~A gift from film director Takashi Miike~ (プチプチ・アニメスペシャル～映画監督三池崇史のおくりもの～, Puchi puchi anime supesharu ~ eiga kantoku miike takashi no okuri mo no ~?), en el programa Puchi Puchi Anime de NHK Educational TV, el lunes 31 de diciembre desde 17:30 hasta las 18:00 (30 minutos).

Durante los últimos años, el director de cine Takashi Miike ha estado trabajando en "Korogashi-ya no Pun". En este especial podemos echar un vistazo al set de producción de Miike, donde nos muestra el encanto de la animación stop motion y como presta su voz al personaje principal, el escarabajo pelotero Pun. También lo vemos trabajando diligentemente para crear un capítulo que sea agradable para los niños. Además de estrenarse una versión más amplia, también se emitió su último trabajo.
- Reparto: Takashi Miike, Etsuko Kozakura, Toshiyuki Toyonaga, Haruka Chisuga y Yui Watanabe.
- Narración: Yumi Adachi (安達 祐実, Adachi Yumi?)

Fue publicado en DVD en Japón en dos lanzamientos distintos que recopilan diferentes episodios de las series de animación transmitidas en el programa Puchi Puchi Anime. Las dos ediciones contienen un libro repleto de elementos educativos, con historias sobre las obras emitidas y pegatinas desplegables.
- NHK Puchi Puchi Anime Pia DVD Fun Book (NHKプチプチ・アニメぴあDVDおたのしみブック?) [12]
  - DVD (aprox. 120 minutos) 24 obras incluidas.
  - Formato libro: A4 / 51 páginas.
  - Fecha de lanzamiento: 22 de julio de 2016.
  - Precio: 980 yenes (sin impuestos)
  - Editorial: Pia Corporation (ぴあ)

- NHK Puchi Puchi Anime Pia Adventure DVD Fun Book (NHK プチプチ・アニメぴあ ぼうけんへん DVD おたのしみブック?) [13]
  - DVD (aprox. 120 minutos) 23 obras incluidas.
  - Formato libro: A4 / 51 páginas.
  - Fecha de lanzamiento: 29 de julio de 2019.
  - Precio: 980 yenes + impuestos.
  - Publicado y vendido por: Pia Corporation (ぴあ)